# IC 2104
IC 2104 ist eine Balken-Spiralgalaxie vom Hubble-Typ SBbc im Sternbild Lepus nördlich der Ekliptik. Sie schätzungsweise 241 Millionen Lichtjahre von der Milchstraße entfernt und hat einen Durchmesser von etwa 180.000 Lichtjahren.

Im gleichen Himmelsareal befinden sich u. a. die Galaxien NGC 1710, NGC 1730, NGC 1686.
Das Objekt wurde vom US-amerikanischen Astronomen Edward Barnard entdeckt.